# Dirk Elbers

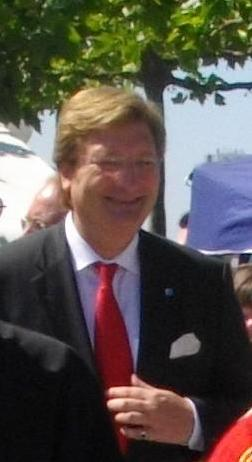
Dirk Elbers

Dirk Elbers (Düsseldorf, 11 december 1959) is een Duits politicus die van 2008 tot 2014 burgemeester was van de Duitse stad Düsseldorf. Hij kwam op voor de Christlich Demokratische Union Deutschlands (CDU).
Elbers werd na de dood van Joachim Erwin, voormalig burgemeester van Düsseldorf, op 2 juni 2008 kandidaat van de CDU als opvolger van Erwin. Hij won de verkiezingen voor het burgemeesterschap van Karin Kortmann van de SPD op 31 augustus 2008 met 59,7% van de stemmen. Hij werd in 2014 opgevolgd door Thomas Geisel van de SPD.